# Johann Wilhelm Wennemar von Eppe
Johann Wilhelm Wennemar von Eppe († Dezember 1643) war ein Söldnerführer im Dreißigjährigen Krieg, zuletzt Obrist und Regimentskommandeur in kaiserlichem Dienst. 

## Herkunft
Er entstammte dem Adelsgeschlecht derer von Eppe, das in dem Dorf Eppe, heute ein südwestlicher Stadtteil von Korbach im nordhessischen Landkreis Waldeck-Frankenberg, seinen Stammsitz hatte und im Laufe der Zeit als Lehnsbesitz ein Gut in Goddelsheim, die Wasserburg Reckenberg und die Burg Fürstenberg erwarb.

## Militärische Laufbahn
Eppe erscheint urkundlich erstmals im Jahre 1622, zunächst als Kapitän im würzburg-bambergischen, ab 1623 ligistischen Fußregiment Wolf Dietrich Truchsess von Wetzhausen, mit dem er an den Kämpfen gegen die kurpfälzischen Truppen unter Ernst von Mansfeld, u. a. in der Schlacht bei Mingolsheim am 27. April 1622, teilnahm.
Später stand er in hessen-kasselschem Dienst, ohne dass dazu Einzelheiten bekannt sind. Allerdings wurde er, wohl für anerkannte Verdienste, am 18. September 1638 von Markgraf Georg Wilhelm von Brandenburg mit dem märkischen Lehen des Hauses Horne in Haaren an der Lippe belehnt.
Bald darauf wechselte er zum zweiten Mal die Seiten: Ab Februar 1639 war er Obrist in kaiserlichem Dienst. Als er im Juni 1639 schwedische Truppen unter Königsmarck von Minden nach Duderstadt verfolgte, wurde er dort eingeschlossen und geriet mit etwa 500 Mann in schwedische Gefangenschaft. Nach seiner Auslösung war er im September 1640 mit dem Generalfeldwachtmeister Wenzel Zahrádecký von Zahrádka bei der Einnahme von Schloss Bevern beteiligt, wobei Eppe eine unrühmlich Rolle spielte. Erst überredete er den Kommandeur der Schlossbesatzung zur ehrenvollen Übergabe, dann aber ließ er die Abziehenden ausplündern und unter einem offensichtlich erfundenen Vorwand gefangen nehmen.
Im Dezember 1640 lag Eppe in Breckerfeld und im Frühjahr 1641 in Essen. Im April 1641 erschien er mit drei Regimentern zu Pferd und Fuß, Geschützen und Belagerungsgerät vor Hofgeismar, und man fürchtete einen Angriff auf die Stadt oder das nahe Grebenstein, aber er überfiel stattdessen das weiter nördlich gelegene Helmarshausen, wo er fast 200 Pferde und andere Beute an sich brachte. Kurz darauf unternahm er einen vergeblichen Angriff auf das von Hessen-Kasseler Truppen besetzte Warburg. Im Juni 1641 lag er in Soest, wo seine Soldaten angeblich 600 Gebäude – mehr als bei dem Stadtbrand 1636 vernichtet worden waren – abbrachen, um Brennholz zu haben. Im Juli wurde er bei der Belagerung von Dorsten von Truppen der Generalstaaten überfallen. Im November 1641 nahmen Eppes von Essen herbeikommende Truppen bei Angriffen auf Hessen-Kasseler Truppen in Uerdingen und in Kleve teil, die zuvor Kaiserswerth, Goch, Kleve und Alpen überfallen hatten. Im Januar 1642 befand sich Eppe mit etwa 1000 Reitern unter dem Oberbefehl von Generalfeldzeugmeister Guillaume de Lamboy bei Süchteln, dann bei Hüls. In der dann folgenden Schlacht auf der Kempener Heide, die mit einer vernichtenden Niederlage der kaiserlichen und kurkölnischen Seite endete, geriet er – wie auch  Lamboy selbst – in Gefangenschaft.
Im April 1642 wurde er gegen Volmar von Rosen, Bruder des weimarischen Oberbefehlshabers Reinhold von Rosen, ausgetauscht. Nach seiner Entlassung hielt er sich zunächst in Essen auf. Im Juni befand sich sein Regiment bei Angermund. Im Oktober war er in Dorsten, danach zog er über Paderborn, Obermarsberg und Hallenberg nach Wetzlar. Im Frühjahr 1643 zog er wieder nach Westen über den Rhein. Im Mai lag er in Bedburg, im August in Luxemburg, dann bei Gerolstein, und im September zog er nach Freilingen und Lommersdorf. Im Oktober war er wieder rechtsrheinisch in Freusburg. Er marschierte weiter nach Süden und nahm am 24. November 1643 an der für die Kurbayerisch-Kaiserlichen siegreichen Schlacht bei Tuttlingen gegen die im Winterquartier liegenden Franzosen teil. Dabei war sein Kavallerieregiment zunächst bei der Eroberung der französischen Artillerie vor Tuttlingen und dann bei der Einschließung der gegnerischen Infanterie in Möhringen beteiligt.

## Tod
Dies war sein letzter Kampfeinsatz. Eppe wurde im Dezember 1643 im Duell von dem Obristen und späteren kaiserlichen Generalfeldmarschallleutnant Johann (Jobst) Hilmar von Knigge, der ihn der Fahnenflucht bezichtigt hatte, getötet.